# Disphragis puseyae
Disphragis puseyae är en fjärilsart som beskrevs av Dyar 1908. Disphragis puseyae ingår i släktet Disphragis och familjen tandspinnare. Inga underarter finns listade i Catalogue of Life.